# Шерстянка (район Чернигова)
Шерстянка или микрорайон (посёлок) фабрики первичной обработки шерсти (укр. Шерстянка) — жилой массив, исторически сложившаяся местность (район) Чернигова, расположена на территории Новозаводского административного района.

## История
В период 1935-1939 годы возник рабочий посёлок из многоквартирных домов в районе фабрики первичной обработки шерсти (изначально котонинная). Название района связано с данным предприятием («Черниговская фабрика первичной обработки шерсти»). В 1941 году во время Великой Отечественной войны были разрушены фабрика и посёлок. В 1945 году восстановлена фабрика и в период 1959—1965 года был отстроен и расширен посёлок. Изначально застраивался жилой массив характерными для послевоенных лет 2-этажными домами. В 1950-е годы в посёлке фабрики были проложены переулки (1-й, 2-й, 3-й, 4-й Текстильные переулки). Позже, в 1970-е годы застраивался 5-этажным домами, в 1980-е годы — 9-этажным. Были построены объекты социальной инфраструктуры (дворец культуры, школы, детские сады, отделение связи, городская больница № 4).
В 1967 году в сквере напротив фабрики установлен памятник Г. И. Петровскому — бронзовый бюст (высота 1 м) на четырёхугольном кирпичном постаменте, облицованном мраморной крошкой (высото1 2 м). В 1978 году на фасаде здания мойно-прессового цеха Черниговской фабрики первичной обработки шерсти (улица Текстильщиков, дом № 1) была установлена мраморная доска (0,4×0,6 м) Г. И. Петровскому — 14.01.1934 года перед зданием цеха на митинге рабочих выступил глава ВУЦИК Г. И. Петровский. 25 марта 2015 года был демонтирован памятник Петровскому, что был при входе на предприятие «Черниговшерсть». Также была демонтирована мемориальная доска Г. И. Петровскому.
На фасаде школы №14 (улица Текстильщиков, дом № 30) установлена мемориальная доска военнослужащим, которые здесь учились и погибли при исполнении военного долга в период Вооружённого конфликта на востоке Украины, Полегенько Дмитрий Павлович (1988-2014) и Лобода Вадим Михайлович (1983-2014). Награждены орденом За мужество III степени (посмертно).
В 2020 году в связи со строительством проезда от улицы Ивана Мазепы к микрорайону Шерстянка появился проезд (длина 320 м) между улицами Тестильщиков (от предприятия «Черниговшерсть») и Дмитрия Самоквасова (возле дома культуры). Проезд укоротил доступность к жилому массиву на 3,3 км — без объезда через промзону по улицам Ивана Мазепы и Циолковского.
На месте 2-этажного дома № 26 улицы Текстильщиков в период 2017-2018 годы введён в эксплуатацию 10-этажный 4-секционный дом.

## Территория
Жилой массив расположен юго-западной части Чернигова, между улицей Циолковского и ж/д линией Чернигов—Нежин, которая отделяет массив от большей части города Чернигова. Застройка жилмассива представлена многоэтажной жилой (5-9-этажные дома, по одному 8-этажному и 13-этажному дому), также присутствует малоэтажная жилая (пять 2-х этажных домов, один 4-этажный) и усадебная. В центральной части учреждения обслуживания (школы, детсады), есть незначительные по площади зелёные насаждения общего пользования — сквер Сказка. Есть городская больница № 4, дворец культуры, библиотека.  
Район окружен территориями промышленных и коммунальных предприятий: южнее примыкает предприятие «Черниговшерсть» и ПМК, севернее — «завод стройматериалов №2» и база снабжения, западнее — автотранспортное предприятие (АТП) и центральное предприятие электросетей.

### Улицы
Улицы: Дмитрия Самоквасова (ранее Стахановцев), Текстильщиков, Циолковского; переулок Дмитрия Самоквасова.

## Социальная сфера
Есть школы (№14, 34), детские сады (№2, 10). Есть продовольственные и непродовольственные магазины, городская больница №4, отделение связи (№1), дом культуры.

## Транспорт
- Троллейбус: маршрут № 1
- Автобус: маршруты № 26, 27